# 그레이프 (펭귄)
그레이프(일본어: グレープ 구레푸[*], 1996년 4월 16일 – 2017년 10월 12일)는 일본 사이타마현 미야시로정에 위치한 도부동물공원의 훔볼트펭귄이었다. 그는 케모노 프렌즈 등장인물의 패널에 대한 애착으로 인해 국제적인 유명세를 얻게 되었다. 그레이프는 2017년 10월부터 건강이 악화되었으며, 도부동물공원에서는 10월 12일에 그의 사망을 발표했다.

## 생애
그레이프는 1996년 도쿄도의 하무라시동물공원(일본어: 羽村市動物公園)에서 태어났다. 그레이프라는 이름은 식별을 위해 오른쪽 날개에 부착된 보라색 고리에서 따 왔다. 그는 2007년 짝 미도리(일본어: ミドリ)와 함께 도부동물공원으로 옮겨졌다. 둘은 10년 동안 사랑했지만, 이후 미도리는 그를 떠나 어린 펭귄 덴카일본어: (デンカ)를 만나고 다니며, 그레이프는 다른 펭귄들으로부터 고립되었다.

### 2차원을 사랑한 펭귄
2017년 4월, 도부동물공원에서는 관광객 유치를 위해 유명 애니메이션 케모노 프렌즈 등장인물들의 패널 60개를 곳곳에 배치했다. 훔볼트펭귄 우리에 배치된 후루루(일본어: フルル)의 패널은 훔볼트펭귄을 모에화한 것이었다. 그레이프는 오랫동안 패널을 쳐다보고, 높은 돌 위에 배치된 패널에 닿으러 최대한 가까이 다가가곤 했다. 사육사들은 그레이프가 먹이를 먹도록 패널으로부터 분리시켜야 했다. 언론 매체들은 그레이프가 "사랑에 빠졌다"고 묘사했으며, 도부동물공원에서는 "사랑을 하는 그레이프"라는 음료 메뉴까지 내놓았다.
패널에 대한 그레이프의 헌신으로 인해 그는 인터넷상에서 유명세와 팬층을 얻게 되었다. 후루루의 성우 치쿠타 이쿠코(일본어: 築田行子)는 펭귄 소개 이벤트의 일부로서 그레이프와의 만남 행사를 가졌다. 그레이프를 위한 축제도 계획되었으나, 10월부터 그의 건강이 악화되었다. 도부동물공원에서는 10월 12일에 그의 사망을 발표했다. 도부동물공원에서는 그를 기리기 위해 작은 사당을 만들었으며, 몇몇 방문객들이 헌화를 들고 펭귄 우리를 찾았다. 소셜 미디어에서도 수많은 사용자들이 그레이프와 후루루의 그림을 그려 올렸다.

## 갤러리
| - 그레이프의 사망 이후 여러 팬들이 방문하여 헌화들과 관련 상품들을 올렸다. 2017년 10월 14일 촬영됨. - 임시로 설치된 메시지 보드. 2017년 10월 14일 촬영됨. |